# 哥特式建筑
歌德式建築（法語：Architecture gothique），或譯作歌德式建筑，是一種興盛於歐洲中世紀高峰與末期的建築風格。它是由羅馬式建築發展而來，為文藝復興建築所繼承。歌德式建築的整體風格為高聳削瘦，以卓越的建築技藝表現了神秘、哀婉、崇高的強烈情感，對後世其他藝術均有重大影響。不少歌德式的建築藝術已列入聯合國教科文組織的世界遺產，哥德式建築的研究也是主教座堂、教堂的研究裡很重要的一部份。
歌德风格發源於十二世紀的法國，持續至十六世紀，歌德式建築在當代普遍被稱作「法國式」（Opus Francigenum）；但是，目前歌德式建築物最多的國家卻是德國、意大利及德語系國家，法國反而是巴洛克式建築比較多。「歌德式」一詞則於文藝復興後期出現，帶有貶意。歌德式建築的特色包括尖形拱門、肋狀拱頂（從羅馬式建築的接合拱頂演變而來）與飛扶壁。歌德式建築最常見於歐洲的主教座堂、修道院與教堂。它也出現在許多城堡、宮殿、大會堂、會館、大學，甚至私人住宅也可見其蹤影。
十八世紀，英格蘭開始了一連串的哥德復興，蔓延至十九世紀的歐洲，並持續至二十世紀，主要影響教會與大學建築。

## 術語

沙特爾主教座堂的南面。

「哥德式建築」一詞最初是帶有貶義的。喬爾喬·瓦薩里在他的《艺苑名人传》一書中，以「野蠻的日耳曼風格」來形容這種建築風格。在這本書的介紹中，他將各種建築特徵歸因於歌德人，即那些在征服羅馬後摧毀古建築，以這種新風格建造建築的人。

## 歷史

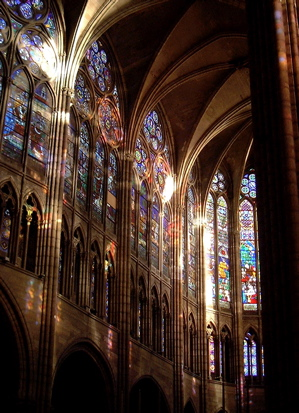
圣丹尼斯教堂的內部

哥特式建筑继承了罗曼式建筑的很多特点，如扶壁（buttress）、十字平面等。
歌德式建築在各個地區的發展是不平衡的：在法國，1140年至1200年可以視為早期哥德時代，1200年至1350年為盛期，1350年至1520年則進入晚期；在意大利，歌德建築在1200年之後傳入，但是始終未能真正流行起來；英國的早期歌德建築以「早期英國式」（Early English）的名義在1170至1250年流行，其標誌為格外細長的矛式拱（lancet arch），1250年步入盛期，1350至1550年則出現了頗為後來學者詬病的「火焰式」「垂直式」建築；在德國只有1220至1250年的短暫時段被歸入早期歌德，1250至1350年為盛期，1350年至1530年走向衰落。
值得注意的是，各國都在1350年進入歌德晚期：這個時間點正是黑死病爆發大約10年之後，歐洲開始從大瘟疫中恢復過來。

### 早期
自維京人劫掠時代接近尾聲，近公元1003年起，幾乎全歐洲各地都興起一股整修教會建築的風潮，大教堂如雨後春筍般矗立在城區的市中心。建築師的設計及建造藝術賦予教堂耳目一新的視野，並在歌德式教堂的發展上臻於巓峰，開創出高聳尖頂、鮮豔色彩、石雕花邊裝飾等大膽設計。第一座哥特式教堂是1143年在法国巴黎建成的圣丹尼斯教堂，其四尖券巧妙地解决了各拱间的肋架拱顶结构问题，有大面积的花窗玻璃，为以后许多教堂所效法。1144年，在庆祝圣丹尼斯重修完成举行的典礼上，各国的主教们吃惊地发现这种建筑形式有着不可抵挡的魅力。于是25年之后，凡有代表参加过庆典的地区都出现了哥特式教堂。

### 经典时期
12世纪末至13世纪中叶。

### 晚期
辐射状哥特式（Rayonnant Gothic）和火焰哥特式（Flamboyant Gothic）发展。直到16世纪被文艺复兴风格取代。

### 复兴
1820年，哥特式装饰风格复兴，主要在内装饰上。

## 地区
哥特建筑流行在法国、英国、德国、西班牙北部和意大利北部：它最初诞生在以巴黎为中心的法兰西岛地区；然后从此向东、向南和向西传播。流传地区均属古罗马帝国版图，然而都在偏远的外省。

## 建筑特色
哥特教堂特别是大型教堂无疑是哥特建筑最杰出的代表，它甚至比同时代的一切其他艺术形式（绘画、雕塑）更加能够代表时代的风貌。哥特建筑是完全原创的，崭新的，它与古罗马建筑之间的区别远远大於古罗马与古希腊建筑的差别。
它创造了一种崭新的建筑体验：在室外部分，通常密布着支撑部件（扶壁、飞券），仿佛是没有拆卸的脚手架，给人一种瘦骨嶙峋的感觉；而在内部，它可以把厚重的墙面减少到极限，随处填充着花窗玻璃，这种明亮的室内空间是前所未有的。在这一外表的背后体现着结构体系的根本变化：从古罗马建筑、罗曼式建筑依靠拱和穹顶等各种块面的整体受力体系，转变为接近框架的受力体系。框架之外的部分可以变得极为轻薄，所以可以不砌墙、完全用窗户填充。

### 肋架券
中世纪，拱顶依然是最合理、最可靠的大型屋顶，自然成为教堂建造大厅的首选。但是传统拱顶建造技术会产生强大的侧推力，需要笨重的支撑部件来平衡，会挤占大量底层实用空间，与教堂作为信众经常出入使用的公共场所的用途不符。由于推力难以消除，为了减少支撑部件，就只能将推力集中起来，才可以解放其他部分，进行自由设计。因此，源于古罗马建筑、已为罗曼式建筑施用、可以通过应力把推力精确地传导到固定部位的肋架券发展到了新的层次。肋架券是直接与承重部件相连、从拱顶的起脚处开始、沿着拱顶弧面的边缘架设的加强拱券。肋架券在哥特建筑诞生之前已经很成熟：仍然属于罗曼式建筑的美因茨主教座堂的拱顶就完全具备了哥特特征。哥特工匠更加明确地掌握了它的受力原则，懂得要毫无遗漏地为拱顶弧面的每一条弦添加肋架券。这样拱顶的其余部分就不再承重，只有围护作用，称为“蹼”，几乎不对墙壁产生侧推力。蹼可以削薄到25至30cm，并且可通过填充轻质建材进一步减轻自重。
另一方面，此时的教堂建筑内部已经十分复杂，有小礼拜室、祭坛外环廊、圣物收藏室等种种不容有失的附属房间。然而由于这些房间形状比较复杂，如果勉强用拱顶覆盖，相邻的弧面如果应力差异过大容易坍塌，所以只能选用不甚安全的木屋顶。而施用肋架券后，只要肋架券本身足够坚固，就足以平衡两侧应力差异；同时拱顶变成了蹼也可以降低应力。圣德尼圣殿首次用这种结构覆盖了环廊和耳室，从此新技术很快就流行起来。而肋架券也使得平面布置可以进一步变化，十字拱也不必保持正方形的开间。
肋架券在哥特盛期显示出很强的装饰功能。一方面由于它纤细精巧的外形，与束柱、飞券共同构成教堂内外风格统一的“骨感”部件。另一方面通过它来划分拱顶的不同区块本身就体现一种理性之美。

### 尖肋拱顶
从罗曼式建筑的圆筒拱顶普遍改为尖肋拱顶（Pointed Arch，或者干脆称为Gothic Arch），作用是将所有的内部空间以骨架券链接为整体。推力作用于四个拱底石上，这样拱顶的高度和跨度不再受限制，可以建得又大又高。并且尖肋拱顶也具有“向上”的视觉暗示。

### 飞扶壁

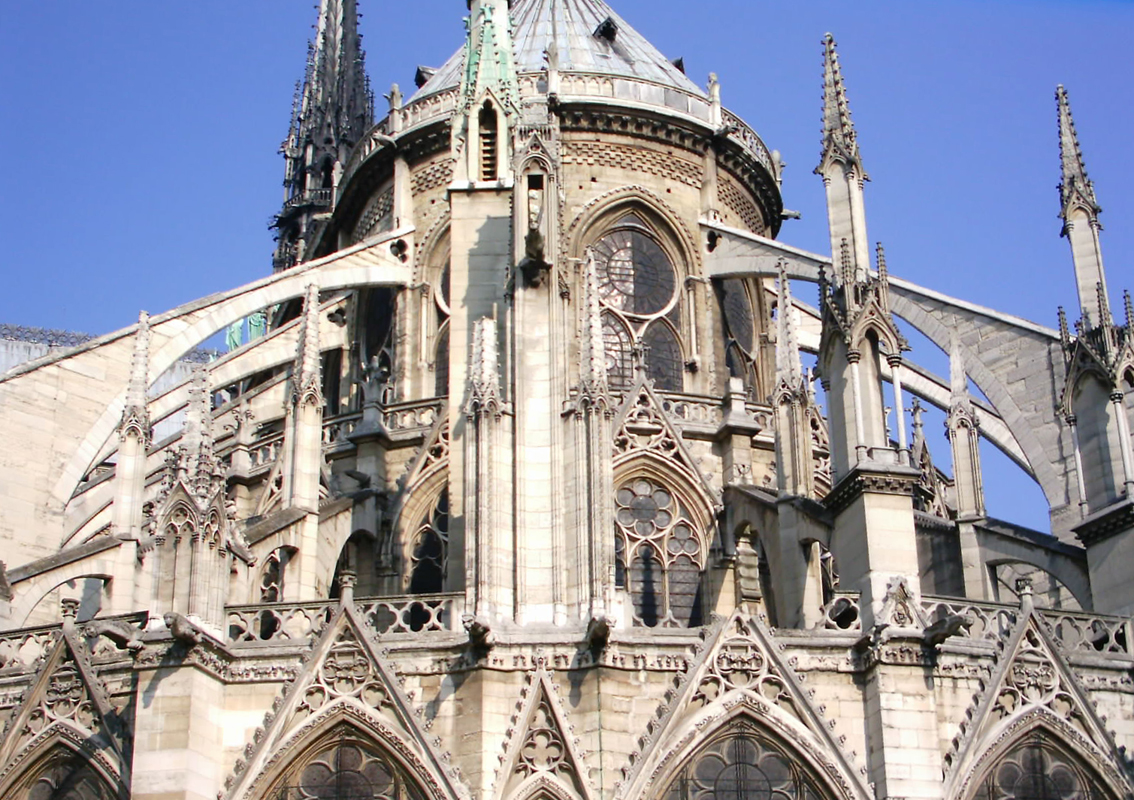
巴黎圣母院成排的飞扶壁

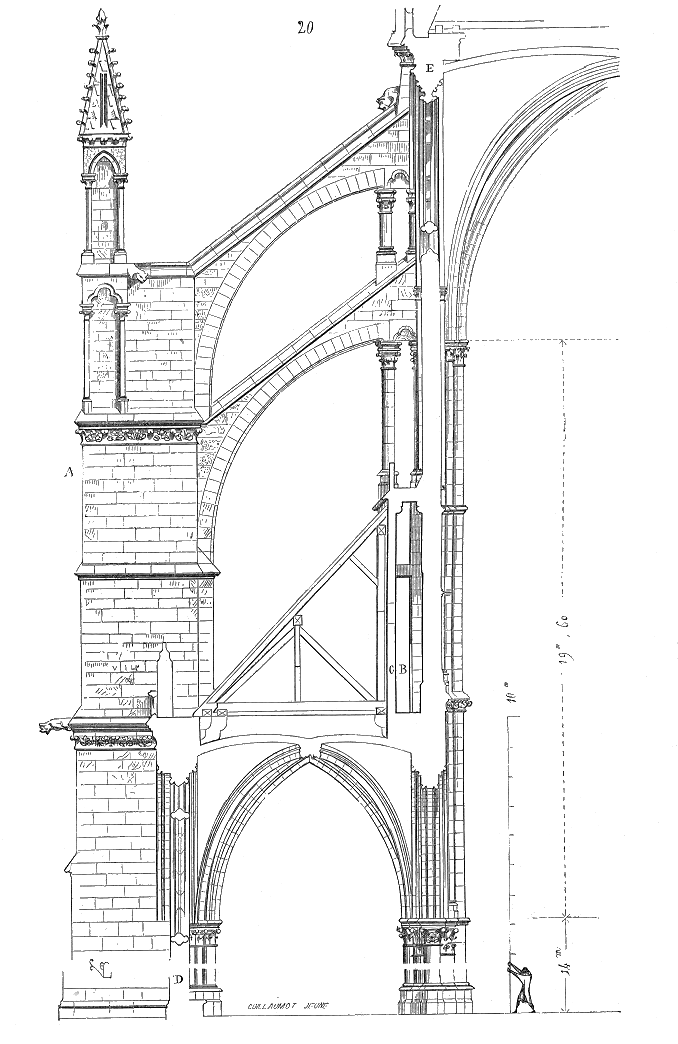
法国亚眠大教堂双层飞扶壁

扶壁（Buttress），也称扶拱垛，是一种用来分担主墙压力的辅助设施，在罗曼式建筑中即已得到大量运用。
但哥特式建筑把原本实心的、被屋顶遮盖起来的扶壁，都露在外面，称为飞扶壁。由于对教堂的高度有了进一步的要求，扶壁的作用和外观也被大大增强了。亚眠大教堂的扶拱垛有两道拱壁，以支撑来自推力点上方和下方的推力。沙特尔大教堂用横向小连拱廊增加其抗力，博韦大教堂则双进拱桥增加扶拱垛的承受力。有的在扶拱垛上又加装了尖塔改善平衡。扶拱垛上往往有繁复的装饰雕刻，轻盈美观，高耸峭拔。

### 花饰镂空窗格
花饰镂空窗格（英文：Tracery）

### 铲形拱
铲形拱（荷兰文：spitsboog）由2个不同的环形拱重叠而形成。

### 花窗玻璃
哥特式建筑逐渐取消了台廊、楼廊，增加侧廊窗户的面积，直至整个教堂采用大面积排窗。这些窗户既高且大，几乎承担了墙体的功能。
并应用了从阿拉伯国家学得的彩色玻璃工艺，拼组成一幅幅五颜六色的宗教故事，起到了向不识字的民众宣传教义的作用，也具有很高的艺术成就。花窗玻璃以红、蓝二色为主，蓝色象征天国，红色象征基督的鲜血。
窗棂的构造工艺十分精巧繁复。细长的窗户被称为“柳叶窗”，圆形的则被称为“玫瑰窗”。
花窗玻璃造就了教堂内部神秘灿烂的景象，从而改变了罗曼式建筑因采光不足而沉闷压抑的景象，并表达了人们向往天国的内心理想。

### 十字平面

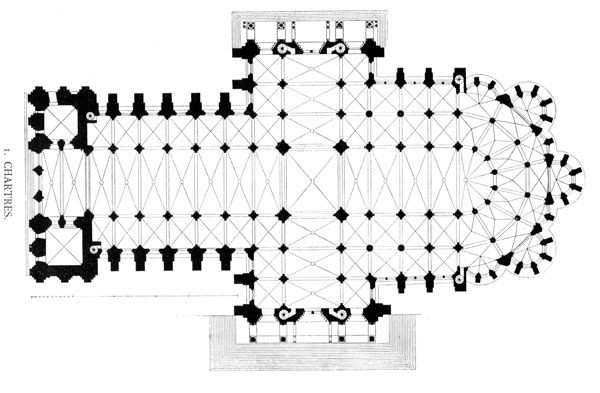
法国沙特尔大教堂平面图

这也是继承自罗曼式建筑，但扩大了祭坛的面积。

### 门
层层往内推进，并有大量浮雕，对于即将走入大门的人，仿佛有着很强烈的吸引力。

### 束柱
柱子不再是简单的圆形，多根柱子合在一起，强调了垂直的线条，更加衬托了空间的高耸峻峭。

## 传播与变异

### 法国
法国是哥特式建筑的起源地。法国哥特建筑的特点是它们的高度和垂直感，这一点也强烈影响了德国和比利时。与英国哥特教堂的多样化相比，法国的主教堂都趋向于外在形式统一。它们结构紧凑，有的有着突出的翼部和小礼拜堂，有的则没有。西立面高度
一致地在玫瑰花窗下拥有三个入口，并总是有两座塔，不过有些在翼部也有塔。教堂东面是带有回廊的多边形，有
的会有一些放射状分布的小礼拜堂。在法国南部，许多教堂是没有翼部，有的甚至没有侧廊。

### 英国

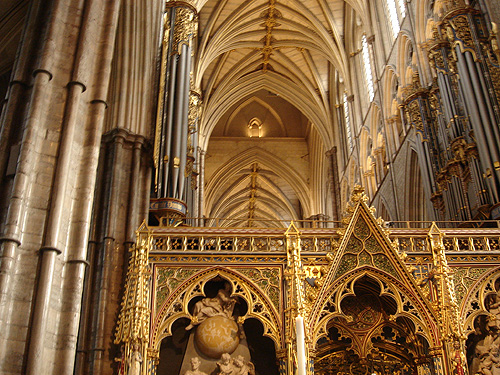
英国西敏寺的葱形筋梁。

威廉一世回到英国即位后，引入了很多法国习惯，也带来了哥特式建筑。哥特式建筑在英国出现了多种筋梁结构的穹顶，例如伞形、扇形、葱形等。英国哥特建筑的特色在于其极端的长度，并且其内部对于水平方向的强调看起来甚至多过垂直方向。同法国、德国以及意大利的哥特教堂相比，每一座英国的主教堂（索尔兹伯里座堂除外）都有着非常多样化的形式。建筑的每一部分都在不同时期修建并且有着不同的风格，未尝试在形式上的统一，这一点是很普遍的。英国的哥特主教堂袖厅比较长，有些有两个袖厅，如同四肢摊开。正面，门的意义并不像在法国那样重要，公理会的入口通常位于一侧。玫瑰花窗不会在正面的大窗户上体现，而是出现在袖廊的山墙。在教堂的十字交叉部几乎总有一座塔，有可能很大并带有塔尖。在英国，教堂东面往往是方的，但有的也会呈现不同的形式。

### 德国和中欧
在德国、波兰、捷克和奥地利等有着罗曼式建筑传统的中欧国家，其特点也影响了这些地方的哥特建筑，尤其体现在庞大的尺寸和巨大的尖塔上。这些哥特式教堂的东西两面均普遍采用法国样式，但塔异常高大，并且往往带有地域特色的网孔塔尖。由于塔的尺寸，建筑的正面显得狭窄而拥挤。像法国一样，德国的主教堂没有特别突出的翼部，但德国哥特式主教堂的内部空间宽敞开放，即使是在有着大量法国式教堂的科隆也是如此。
- 科隆主教座堂
- 圣马利亚教堂 (吕贝克)
- 聖母主教座堂 (慕尼黑)

### 西班牙
巴塞隆納聖家堂（興建之初為哥德式，後由安東尼·高第接手後，為新藝術運動風格）
巴塞罗那圣埃乌拉利亚主教座堂

### 意大利

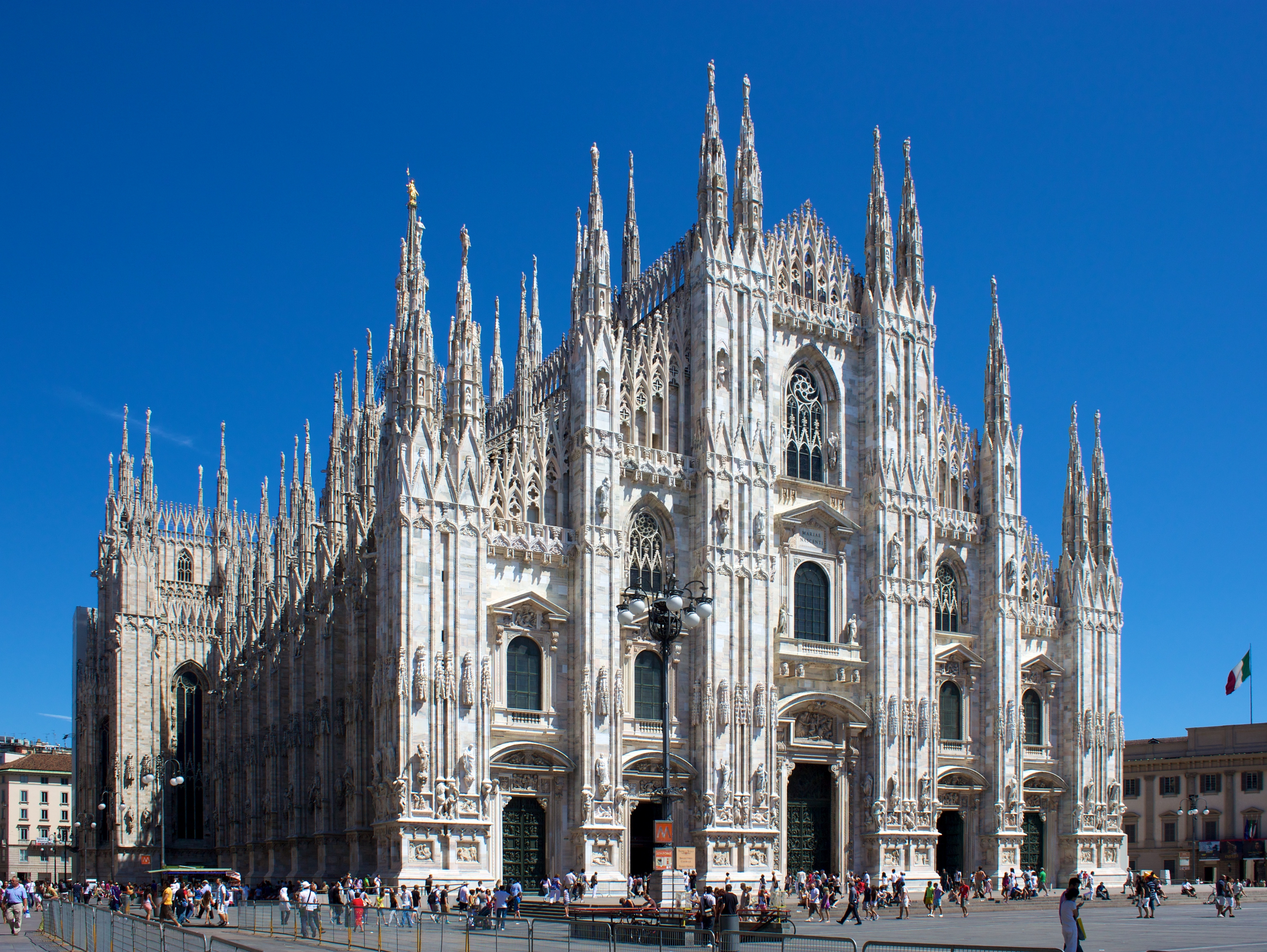
哥德晚期米兰大教堂

意大利没有追逐哥特式建筑的结构体系和造型原则，主要把它作为一种装饰风格（页面存档备份，存于） 。这种建筑风格的世俗代表建筑有：总督宫

### 捷克
- 圣维特大教堂（布拉格）

### 波蘭
- 格涅兹诺
- 波茲南

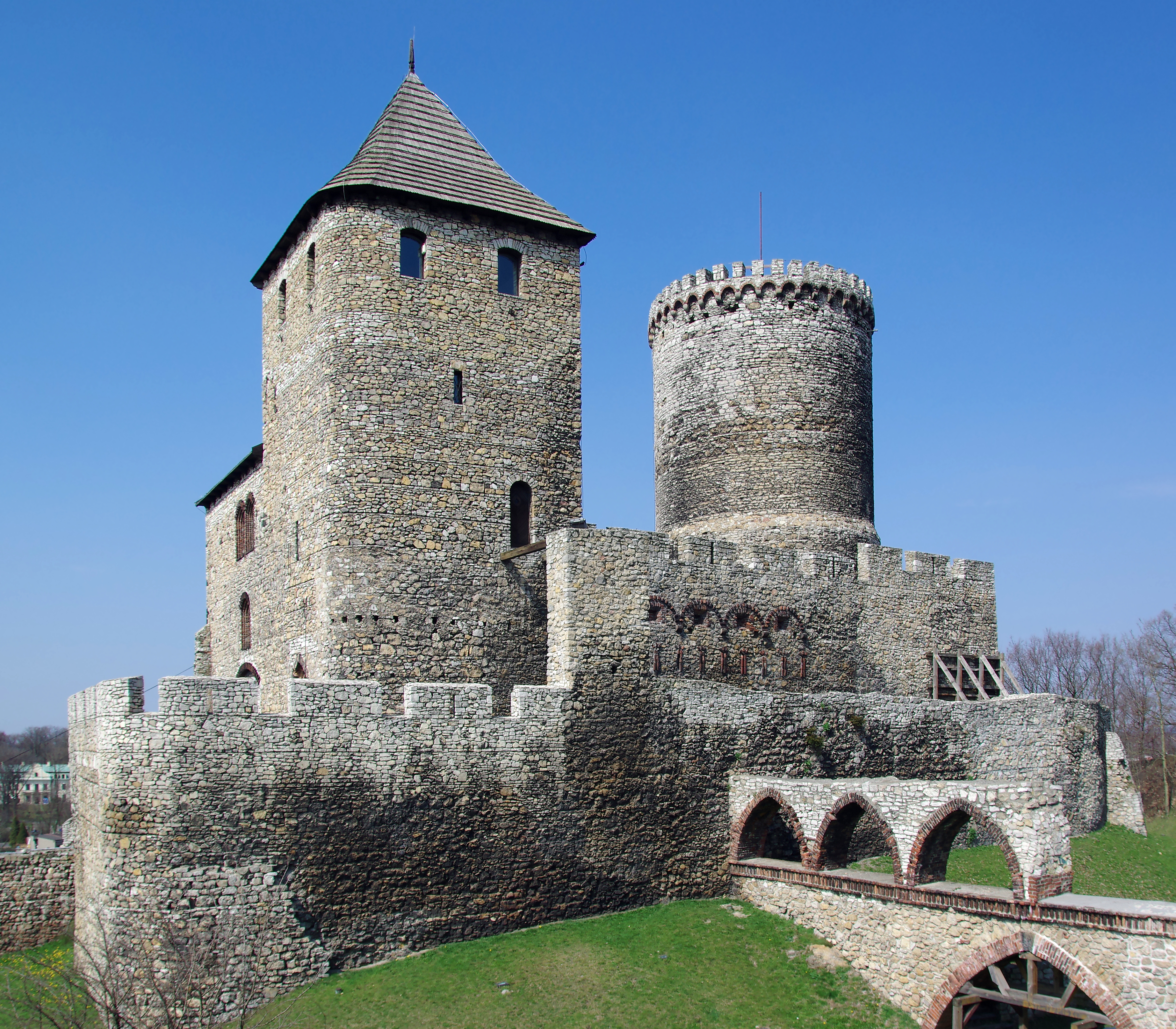
本津城堡

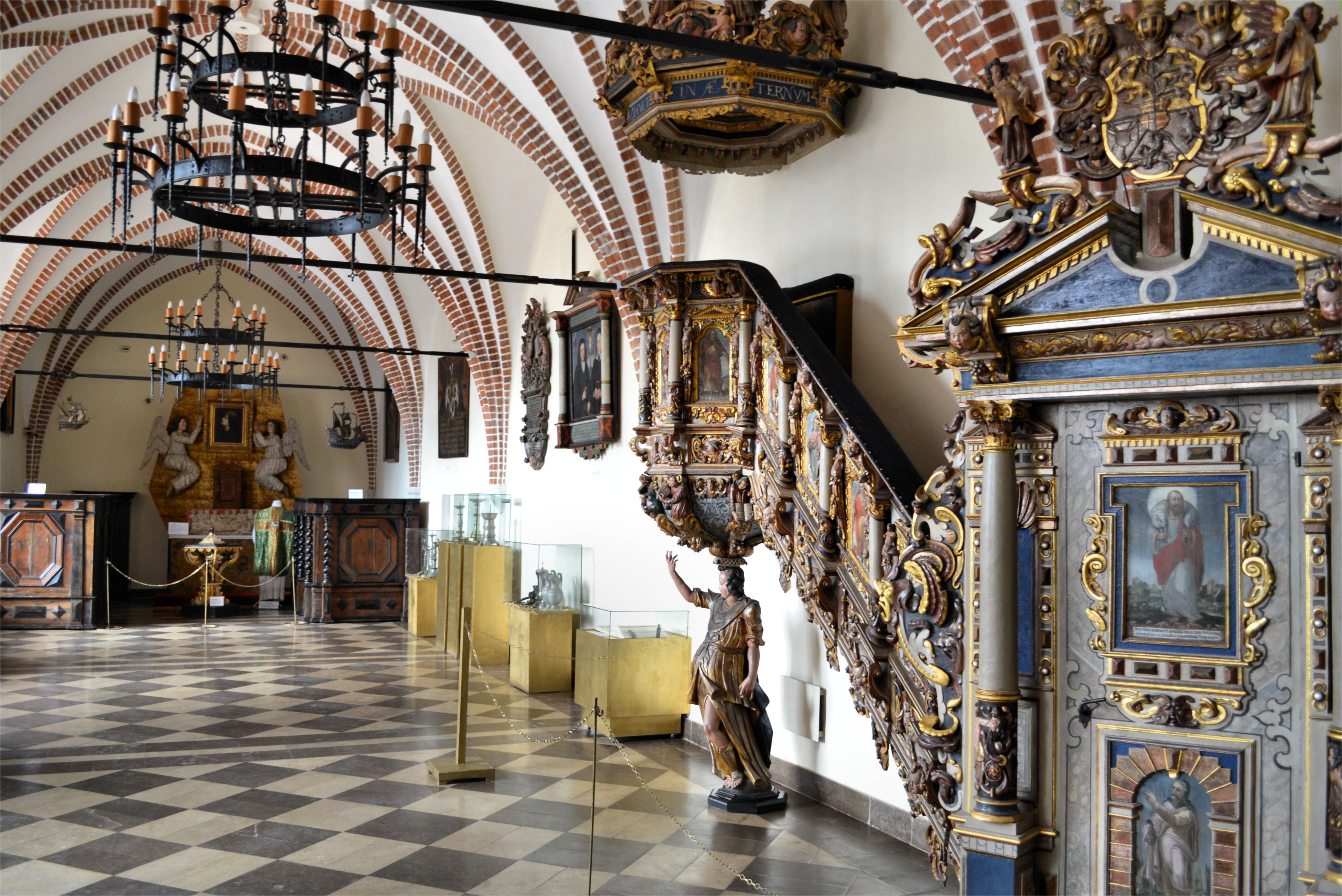
達爾沃沃, 博美犬公爵城堡, 前騎士的大廳

- 瓦維爾城堡、克拉科夫大學院、克拉科夫中央集市广场
- 維利奇卡
- 卢布林
- 维隆
- 本津
- 弗罗茨瓦夫
- 卡利什
- 托伦
- 格但斯克
- 马尔堡（条顿騎士團城堡）
- 弗龙堡
- 達爾沃沃
- 什切青
- 什切青旧城
- 霍伊納
- 克沃茲科

### 香港
- 聖母無原罪主教座堂
- 聖約翰座堂
- 九龍玫瑰堂

### 澳門
- 西望洋聖堂

### 中国大陸
- 西什库天主堂（北京）
- 望海楼天主堂（天津）
- 石室圣心大教堂（广州）
- 蒼霞洲基督堂（福州）
- 徐家汇圣依纳爵主教座堂（上海）
- 洪家楼教堂（济南）
- 耶稣圣心主教座堂（沈阳）
- 大连民政署旧址（大连）

### 日本
- 大浦天主堂（長崎）

### 澳洲
- 聖保羅教堂（墨爾本）
- 聖派翠克教堂（墨爾本）

### 引用
1. ↑  Vasari, G. The Lives of the Artists. Translated with an introduction and notes by J.C. and P. Bondanella. Oxford: Oxford University Press (Oxford World’s Classics), 1991, pp. 117 & 527. ISBN 9780199537198
2. ↑  Vasari, Giorgio. (1907) Vasari on technique: being the introduction to the three arts of design, architecture, sculpture and painting, prefixed to the Lives of the most excellent painters, sculptors and architects. G. Baldwin Brown Ed. Louisa S. Maclehose Trans. London: Dent, pp. b & 83.
3. ↑  Charles，第11頁.
4. ↑  Erlande-Brandenburg, Alain. . . 發現之旅. 74. 陳麗卿/譯. 臺北: 時報文化. 2005年7月18日: 第13–14頁及封底  [2017年12月18日]. ISBN 978-957-13-4335-8. （原始内容存档于2020年12月11日） （中文（臺灣））.
5. 1 2  陈 2002，第89頁.

## 外部連結
- Mapping Gothic France （页面存档备份，存于）, a project by Columbia University and Vassar College with a database of images, 360° panoramas, texts, charts and historical maps
- Gothic Architecture （页面存档备份，存于） Encyclopædia Britannica
- Holbeche Bloxam, Matthew. . 1841. Gutenberg.org （页面存档备份，存于）, from Project Gutenberg
- Brandon, Raphael; Brandon, Arthur. . 1849. Archive.org, from Internet Archive